# Franz Wilhelm Lürken
Franz Wilhelm Lürken  (* 30. Januar 1886 in Eschweiler; † 11. April 1944 in Aachen) war von 1932 bis 1933 Oberbürgermeister von Bonn.

## Leben und Wirken
Lürken war Sohn eines kaufmännischen Direktors des Eschweiler Bergwerks-Vereins. Er besuchte nach der Volksschule das Gymnasium in Eschweiler und studierte von 1905 bis 1908 in Münster und Bonn Rechtswissenschaft. Er war Mitglied der katholischen Studentenverbindungen AV Cheruscia Münster und KDStV Staufia Bonn, jeweils im CV. Seine Referendarzeit leistete er bis 1909 in Stolberg, Aachen und Köln ab, bevor er 1910 in Münster promoviert wurde und 1913 in Berlin sein Assessorexamen bestand.
Er verließ die richterliche Laufbahn und fand den beruflichen Einstieg in der Kommunalverwaltung als juristischer Hilfsarbeiter bei der Stadt Eschweiler. Hier war er auch Vorsitzender des Gewerbe- und Kaufmannsgerichts. Ein Jahr später wechselte er zur Stadt Köln, wo er für die Hafen-, Grundstücks-, Vermögens-, Finanz-, Sparkassen- und Bauverwaltung tätig war. Bei Kriegsausbruch meldete er sich freiwillig und trat 1915 beim Rheinischen Kürassier-Regiment in Köln-Deutz ein. Er kämpfte zunächst an der Westfront, dann an der mazedonischen Front. Am 3. Mai 1918 wählte ihn der Stadtrat von Süchteln zum Bürgermeister, am 20. April 1920 erfolgte seine Wahl zum Bürgermeister von Dülken, wo er 1931 für weitere zwölf Jahre wiedergewählt wurde.
Nachdem in Bonn Oberbürgermeister Johannes Nepomuk Maria Falk aufgrund gesundheitlicher Gründe und rechtlicher Auseinandersetzungen mit den Nationalsozialisten in den Ruhestand trat, bewarb sich Lürken als einer von 74 Bewerbern auf die ausgeschriebene Stelle. Im März 1932 wählte ihn der Bonner Stadtrat, und im April folgte die feierliche Einführung in sein neues Amt. Akzente konnte Lürken in Bonn nicht setzen, dafür war seine Amtszeit zu kurz.
Nach der Kommunalwahl vom 12. März 1933 musste Lürken dem Nationalsozialisten Ludwig Rickert weichen. Am 1. Juli 1933 wurde er durch Erlass des preuß. Innenministers kommissarisch zum 1. Beigeordneten (Bürgermeister) der Stadt Aachen bestellt (Wahl am 15. September, Amtseinführung am 13. Oktober 1933). Lürken starb bei einem Bombenangriff auf Aachen am 11. April 1944.

## Weblink
- Kurzinfo auf Kultnews

| Personendaten    | Personendaten                                               |
| ---------------- | ----------------------------------------------------------- |
| NAME             | Lürken, Franz Wilhelm                                       |
| KURZBESCHREIBUNG | deutscher Politiker, Oberbürgermeister der Bundesstadt Bonn |
| GEBURTSDATUM     | 30. Januar 1886                                             |
| GEBURTSORT       | Eschweiler                                                  |
| STERBEDATUM      | 11. April 1944                                              |
| STERBEORT        | Aachen                                                      |